# Spelobia lucifuga
Spelobia lucifuga är en tvåvingeart som först beskrevs av Arnold Spuler 1925.  Spelobia lucifuga ingår i släktet Spelobia och familjen hoppflugor. Inga underarter finns listade i Catalogue of Life.